# Vannevar Bush
Vannevar Bush (n. 11 martie 1890, Everett⁠(d), Massachusetts, SUA – d. 28 iunie 1974, Belmont⁠(d), Massachusetts, SUA) a fost un inginer american cunoscut pentru activitatea sa în domeniul computerelor analogice, pentru rolul său politic în dezvoltarea bombei atomice, fiind unul din oamenii importanți ai Proiectului Manhattan și pentru Memex, un concept pe care se bazează rețeaua de internet WWW-World Wide Web apărută zeci de ani mai târziu.

## Lucrări
- As We May Think

## External links
- „Vannevar Bush papers, 1901–1974”. Washington, D.C.: Library of Congress.
- „Vannevar Bush papers, 1910–1988”. Tufts University. hdl:10427/57028.
- „MIT Web Museum”.
- „1995 MIT / Brown U. Vannevar Bush Symposium”. complete video archive.
- „The Vannevar Bush Index”. Franklin D. Roosevelt Presidential Library and Museum.
- Video demonstrating the ideas behind the Memex system pe YouTube
- „Pictures of Vannevar Bush”. Tufts Digital Library. Arhivat din original la 4 ianuarie 2023. Accesat în 8 august 2019.
- „Biographical Memoir” (PDF). National Academy of Sciences.